# Michalina Hoffmann
Maria Thekla Michalina Hoffmann (geborene  Marianna Thekla Michalina Rohrer-Trzcińska * 5. Oktober 1778 in Poznań, Königreich Polen; † 27. Januar 1859 in Warmbrunn, Provinz Schlesien, Königreich Preußen) war die Ehefrau des Dichters E. T. A. Hoffmann.

## Leben

### Herkunft

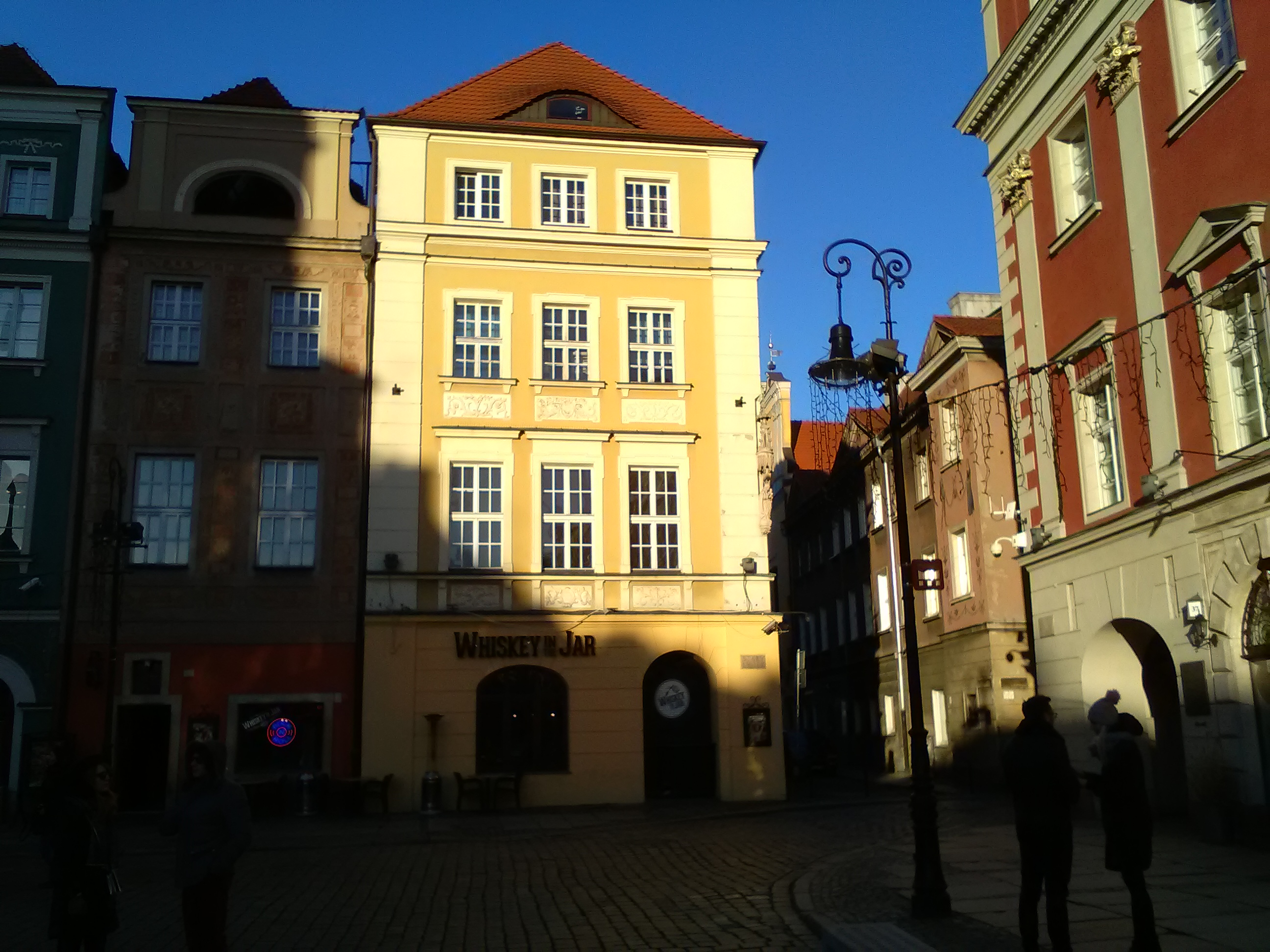
Alter Markt 100 in Poznań, Wohnhaus in der Kindheit

Der Großvater Antonius Trzciński, dann Antonius Rorer (* 1701), war Bierbrauer in Poznań und polnischer (und möglicherweise auch schottischer) Herkunft, die Großmutter Elisabeth Libaber stammte aus einer angesehenen Familie der Umgebung und war Polin. Der Vater Michael Rorer (1737–vor 1802) war Stadtrat und Stadtschreiber in Poznań. Die Mutter Josepha Winkler stammte aus einer wohlhabenden Kaufmannsfamilie, die in der Stadtkirche St. Maria Magdalena eine eigene Kapelle  hatte. Die Schwester Nepomucena (* 1774) heiratete 1794 den preußischen Regierungssekretär Christian Bogumil Gottwald. Die Familie wohnte am Alten Markt 97 (jetzt Stary Rynek 100). Es  wurde dort vor allem polnisch gesprochen, die Mädchen lernten aber wahrscheinlich auch etwas Deutsch.

### Ehe
Michalina Rorer lernte Anfang 1802 den preußischen Gerichtsassessor und Komponisten Ernst Theodor Amadeus Hoffmann kennen und heiratete ihn am 26. Juli 1802.
Danach lebte das junge Paar in Płock, wohin der Ehemann strafversetzt worden war, und seit 1804 in Warschau.
Dort gebar Michalina Hoffmann ihre einzige Tochter Caecilia. 1806 verlor E. T. A. Hoffmann seine Anstellung (nach der französischen und polnischen Besetzung der Stadt). Michalina Hoffmann und das Kind erkrankten schwer und kehrten nach Posen zurück, wo die Tochter 1807 im Alter von drei Jahren starb.
1808 zog das Ehepaar nach Bamberg, 1814 nach Berlin.
Im Juni 1822 starb E. T. A. Hoffmann im Alter von 46 Jahren in Berlin.

### Weiteres Leben
Nach dem Tod ihres Ehemannes wurde Michalina Hoffmann seine Nachlassverwalterin und Erbin, vor allem von Schulden.
Sie kehrte nach Polen zurück und lebte später in Breslau. 1831 und 1839 war sie die offizielle Herausgeberin von nachgelassenen Schriften ihres Mannes. 1846 erhielt sie einen Brief des preußischen Königs Friedrich Wilhelm IV.
Seit etwa 1849 lebte Michalina Hoffmann in Warmbrunn (Cieplice) in Schlesien, wahrscheinlich zusammen mit ihrer Nichte Mathilde Gottwald, und starb dort 1859, 37 Jahre nach ihrem Ehemann, in ärmlichen Verhältnissen.

## Charakterisierung

### Originalzitate
Über Michalina Hoffmann sind bisher nur zwei etwas ausführlichere Beschreibungen erhalten, beide von ihrem Ehemann E. T. A. Hoffmann Anfang 1803, etwa ein halbes Jahr nach der Hochzeit.

„Ich müßte verzweifeln, oder vielmehr, ich würde längst meinen Posten aufgegeben haben, wenn nicht ein sehr liebes liebes Weib mir alle Bitterkeiten, die man mir hier bis auf die Neige auskosten läßt, versüßte, und meinen Geist stärkte, daß er die Zentnerlast der Gegenwart tragen, und noch Kräfte für die Zukunft behalten kann.“

„Meine Frau eine geborne Rohrer oder vielmehr Trzinska — Pohlin von Geburt, Tochter des ehemaligen Stadtpräsidenten Rohrer  Trzinski in Posen, 22 Jahr alt mittler Statur — wohl gewachsen, dunkelbraunes Haar, dunkelblaue Augen pp empfiehlt sich Dir sehr und gibt Dir einen herzlichen Kuß!“

In den Briefen und Tagebüchern E. T. A. Hoffmanns sowie in Erinnerungen von Zeitzeugen wurde Michalina Hoffmann nur einige Male kurz erwähnt, ohne weitere nähere Beschreibungen.
Das gemeinsame Testament vom 22. März 1822 verfasste E. T. A. Hoffmann.

„Wir, nämlich ich, der Kammergerichtsrat Ernst Theodor Willhelm Hoffmann und ich, Maria Thekla Michalina geborene Rohrer haben nun bereits seit zwanzig Jahren in einer fortdauernden wahrhaft zufriedenen glücklichen Ehe gelebt. Gott hat uns keine Kinder am Leben erhalten, aber sonst uns manche Freude geschenkt, doch uns auch mit sehr schweren harten Leiden geprüft, die wir mit standhaftem Mut ertragen haben. Einer ist immer des andern Stütze gewesen, wie das denn Eheleute sind, die sich, so wie wir, recht aus dem treuesten Herzen lieben und ehren.“

Es ist eine einzige kurze handschriftliche Notiz von Michalina erhalten, eine Quittung: 80 rt Erhalten. Hoffmann.

### Beschreibung
Mischa, wie sie E. T. A. Hoffmann nannte, galt als liebevolle und verständnisvolle Ehefrau, die ihren Ehemann in dessen komplizierten Lebensverhältnissen sehr stützte. Sie sprach nur gebrochen deutsch und verstand deshalb wahrscheinlich auch seine Werke und deren Bedeutung nur bruchstückhaft.
Michalina vermittelte ihrem Mann wahrscheinlich Grundkenntnisse der polnischen Sprache und Kultur, die er unter anderem in den Erzählungen Kater Murr und Das Gelübde verarbeitete.
Ansonsten gibt es keine weiteren sicheren Informationen über sie. Es sind keine Frauenfiguren in seinen Werken bekannt, die sie als Vorbild haben. 

## Gedenken

### Grabstein in Jelenia Góra
Ihr Grabstein ist in Cieplice (früher Warmbrunn, jetzt Stadtteil von Jelenia Góra) erhalten. Er ist in die Wand eines Palais der Familie Schaffgotsch in der ul. Kościelna eingemauert. Die Inschrift ist noch lesbar.

„Hier ruhen im Herrn

die von:

Frau Kammergericht-Räthin

Michalina Hoffmann

☆ 5. Octb. 1778. + 27. Jan. 1859.

Frl:

Mathilde Gottwald

☆ 21. Jan. 1797. + 31. Jan. 1880.

Die Hand der Liebe deckt Euch
zu, sanft sei der Schlaf und
süss die Ruh!“

### Gedenktafel in der Oper Poznań
In der Posener Oper erinnert eine Gedenktafel im Foyer an E. T. A. Hoffmann und seine Ehe mit Michalina.

„Im Gedenken an E.T. A. Hoffmann 24.1.1776 in Königsberg – 25.6.1822 in Berlin, als Schriftsteller, Komponist, Maler und Jurist tätig in Posen 1800-1802, wo er am 26.7.1802 in der Klosterkirche ad Corpus Christi die Polin Maria Thekla Michalina Rohrer-Trzcinska heiratete, der er bis zu seinem Tod verbunden blieb“

### Erwähnungen in der Kunst
Der Regisseur Rainer Lewandowski schrieb ein Theaterstück Gemahl Meiniges – Michalina Hoffmann über E. T. A., in dem er hypothetisch ihre Sicht auf dessen Leben beschreibt.
Der bekannte russische Regisseur Andrej Tarkowski beschrieb in seinem Filmdrehbuch Hoffmanniana eine fiktive Szene mit ihr in E. T. A. Hoffmanns Sterbezimmer.
Auch in weiteren künstlerischen und historiographischen Werken über den Dichter wurde Michalina Hoffmann erwähnt, vor allem mit einer historisch nicht belegten Eifersuchtsszene, die sie ihrem Ehemann gemacht haben könnte, nachdem sie dessen Tagebuchaufzeichnungen über seine junge Schülerin Julia Mark gefunden haben könnte.

## Kirchenbucheinträge
In den Kirchenbüchern der katholischen Pfarrei St. Maria Magdalena in Poznań sind die Eintragungen über ihre Taufe und Hochzeit erhalten.
Taufe 1778
- Marianna Thecla Michalina
- Eltern
  - Michael Rorer
  - Josepha Winkler
- Taufpaten
  - Ignatius Konowski
  - Elisabeth Rorer(owa) (Großmutter väterlicherseits)
  - Stanislaus Winer, doktor medycyny (Doktor der Medizin)
  - Catharina Keyser(owa)[17]

Hochzeit 1802
- Ernestus Wilhelmus Hoffmann
- Marianna [Thecla]
- Trauzeugen
  - Petrus Sobolewski
  - Theodorus Tott[18]